# Вулиця Віктора Косенка
Вулиця Віктора Косенка — вулиця у Корольовському районі міста Житомира.

## Розташування
Вулиця знаходиться в центральній частині міста, у Старому місті, в урочищі Петровська Гора. Бере початок від вулиці Професора Кравченка, завершується перехрестям зі Старим бульваром. Далі вулиця продовжується без зміни нумерації під назвою Університетська вулиця. Має перехрестя з вулицею Дмитра Донцова, Новим бульваром, Студентським провулком.

## Історія
Ділянка до нинішнього Нового бульвару сформована станом на кінець XVIII ст. На мапі міста 1781 року зазначена як Зелена вулиця. Назва пояснювалася тим, що вулиця межувала з великим зеленим гаєм, що тягнувся від Петровської гори на південний схід суцільним масивом і виходив до берегів річки Тетерів. Знаходилася на тодішній околиці міста та вела від Петровської гори до садиби адвоката Словацького — дядька видатного польського і українського поета Юліуша Словацького (в районі нинішнього Нового бульвару). Станом на кінець XVIII століття Зелена вулиця перетиналася з вулицями Тісною (нині Миколи Лисенка) та Глиняною (нині Дмитра Донцова). На початку ХІХ ст. Зелена вулиця продовжилася до Великої Бердичівської вулиці. У другій половині ХІХ ст. ділянка вулиці, що прямувала до Великої Бердичівської вулиці ліквідована внаслідок перепланування кварталу.
У першій половині ХІХ століття забудова вулиці сформувалася переважно з північного боку та з південного на початку вулиці; на переважній більшості довжини з півдня прилягали вільні від забудови землеволодіння монастиря сестер милосердя (шаріток), відомі тоді за назвою Дівоче Поле.
Протягом другої половини ХІХ століття до 1899 року вулиця мала назву Старожандармська. Тоді ж сформувався кінець вулиці (між нинішніми бульварами Новим і Старим), відповідно до генерального плану, затвердженого у 1859 році, яким передбачалася радіально-відцентрова система планування міста. Тоді ж сформувалося продовження вулиці на південний схід через колишнє Дівоче Поле, що отримало назву Новожандармська (нині Університетська).
У 1899 році вулиці Старожандармська та Новожандармська об'єднані під назвою Пушкінська, на честь 100-річчя від дня народження російського поета Пушкіна О. С.
Станом на 2007 рік Пушкінська вулиця була однією з трьох вулиць Житомира, що зберегла стару назвотворчу традицію у формі прикметника (тобто відповідає на питання «яка», а не «чия».
У 2023 році частина Пушкінської вулиці, що відповідає колишній Старожандармській вулиці перейменована на вулицю Віктора Косенка, на честь українського композитора, піаніста, педагога, який жив у Житомирі, де створив більшість музичних композицій та викладав у Житомирському музичному технікумі (нині Житомирський музичний фаховий коледж ім. В. С. Косенка, розташований по вулиці Віктора Косенка).

## Забудова
Переважна більшість забудови представлена архітектурою другої половини ХІХ — початку ХХ століття. Декілька будинків 1970 — 1980-х років. Вулиця багата на пам'ятки архітектури.

### Пам'ятки

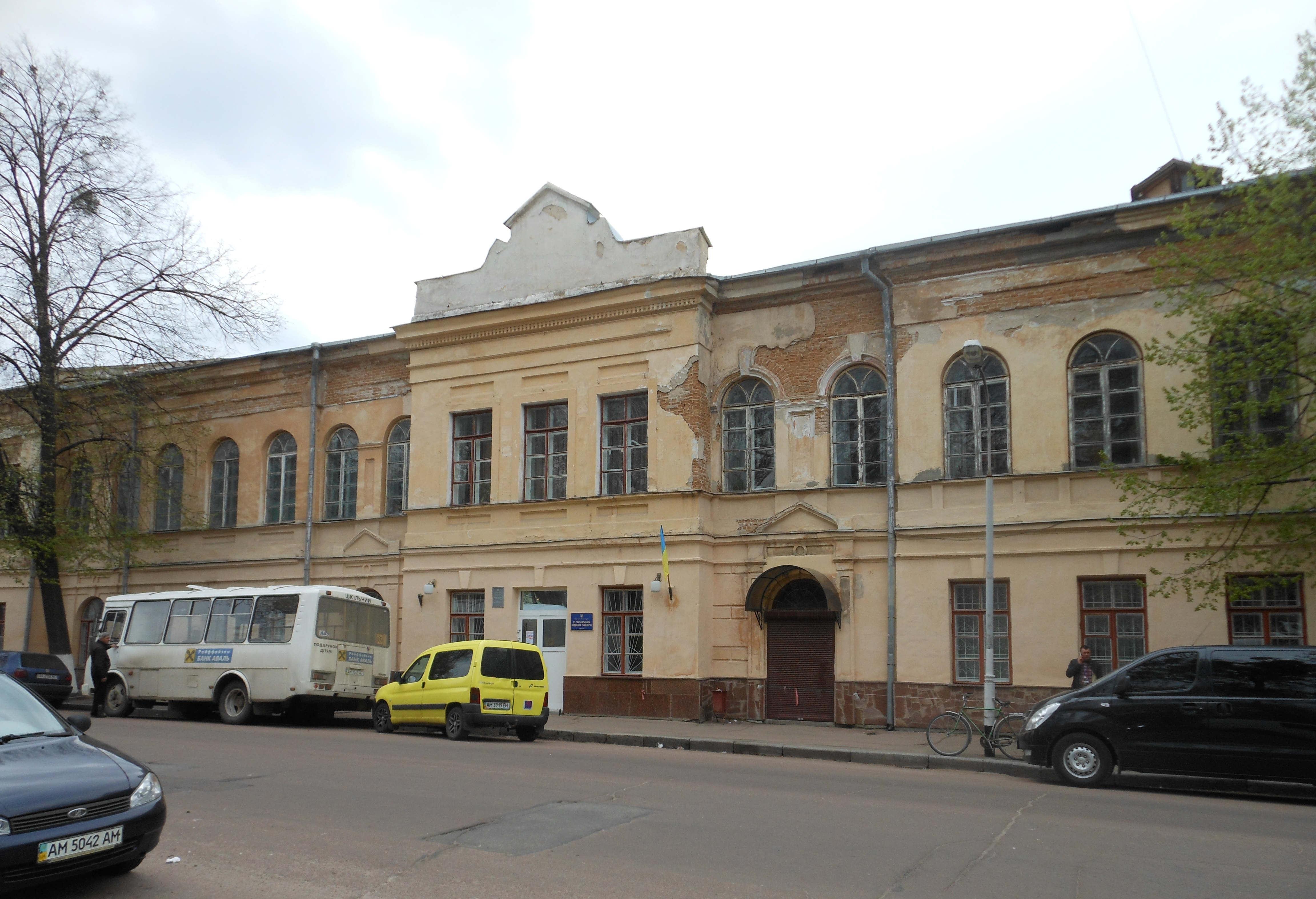
Косенка, 27 (Жіноче духовне училище)

Список пам'яток архітектури місцевого значення

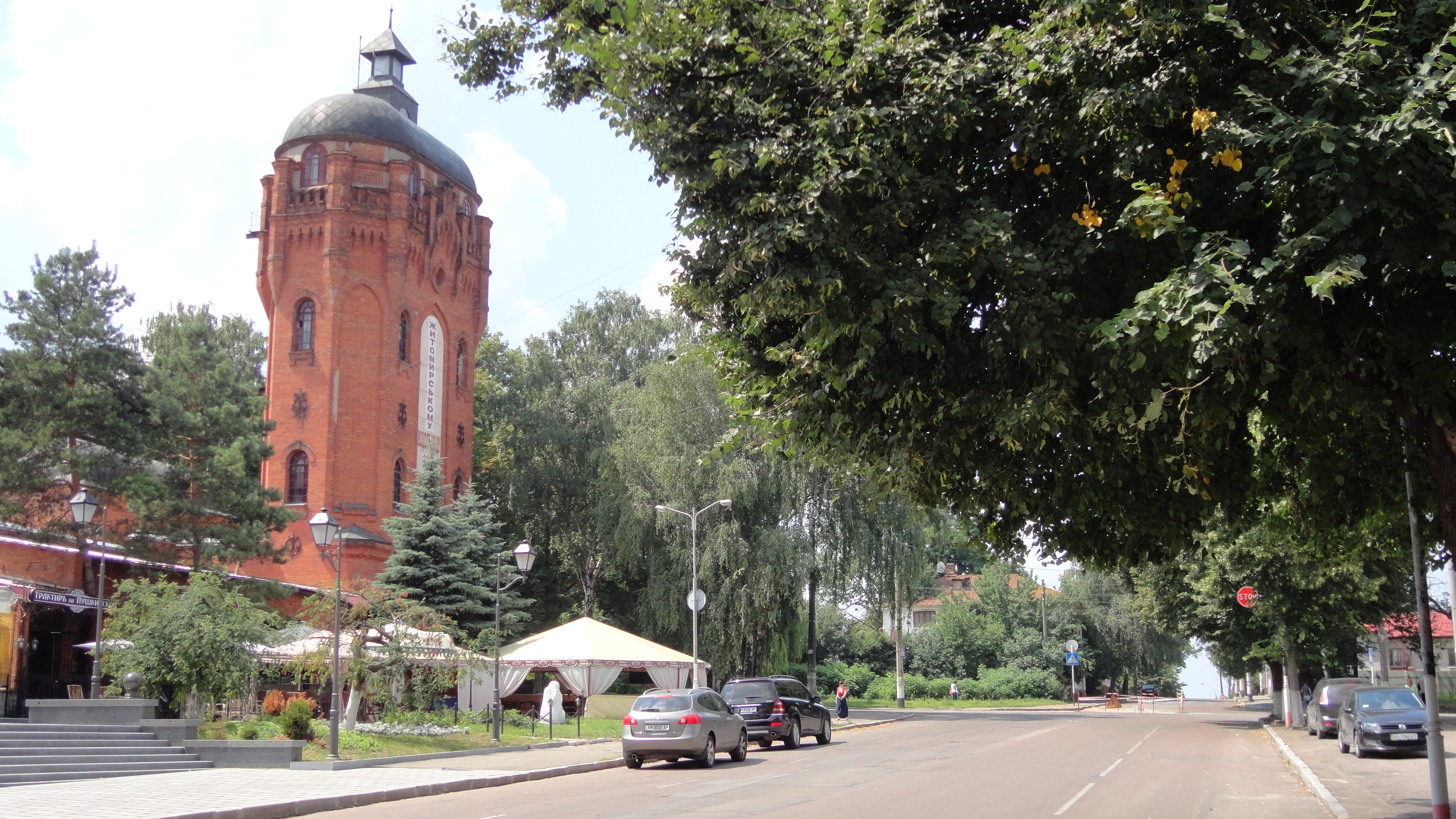
Водонапірна вежа, Житомир

- № 8 — житловий будинок (редакція газети «Сільське життя»). Збудований наприкінці ХІХ ст. як особняк фон Бель[5].
- № 20 — житловий будинок. Збудований у першій половині ХІХ століття[5].
- № 24 водонапірна вежа. Збудована у 1898 році в стилі еклектика[5]. Є однією з архітектурних візиток Житомира. Пам'ятка промислової архітектури кінця 19 ст. У 1960-х роках в зв'язку з докорінною реконструкцією водопровідного господарства міста вежа втратила своє основне значення, але не була розібрана. З 1984 року після реконструкції в ній влаштовано ресторан.

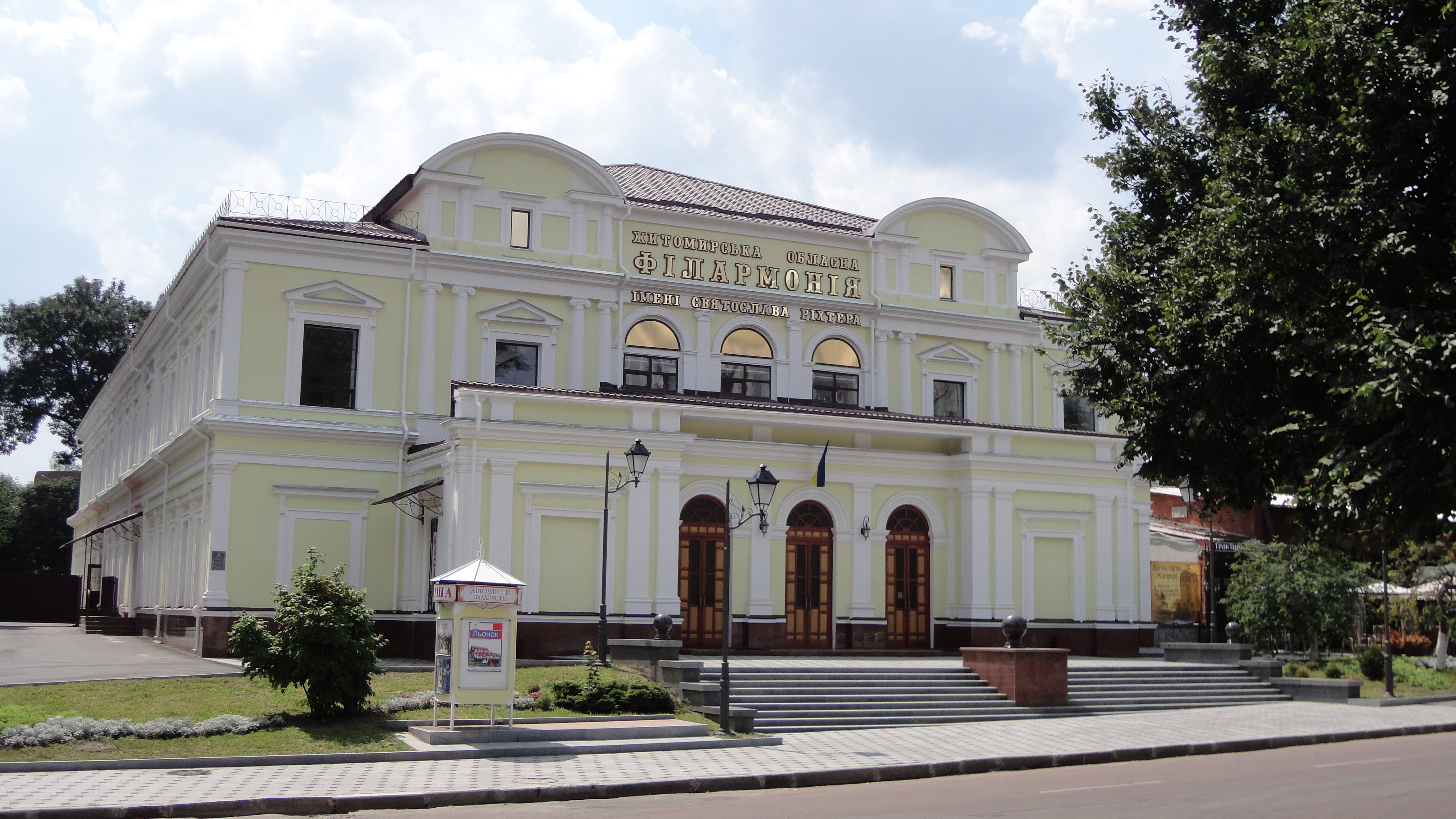
Філармонія, Житомир

- № 26 Житомирська обласна філармонія (стара будівля міського театру) збудована у 1855 році[6]. У центральній частині міста, поруч з водонапірною баштою в 1855 році було збудовано міський театр за проектом архітектора І. В. Штрома. Театр збудований тільки завдяки зусиллям Волинського губернатора — Синельникова Н. П.З 1945 театр має назву Житомирський обласний український музично-драматичний театр. 1981 йому присвоєно ім'я I. A. Кочерги. В 1966 театр переїхав в нове, спеціально для нього збудоване приміщення на Соборній площі. З цього часу в будинку по вул. Косенка, 26 влаштувався міський Будинок культури, а з серпня 1982 в ньому працює Житомирська обласна філармонія.
- № 27 — будівля жіночого духовного училища. Збудована у 1860 році[5].

Будівлі-пам'ятки історії
- № 2 — житловий будинок, в якому жив В. К. Липинський — український історик і публіцист. Збудований наприкінці ХІХ ст. як прибутковий будинок Доманевського С. О.[5]

Пам'ятки монументального мистецтва
- Пам'ятник Віктору Косенку — українському композитору — поруч з будинком № 28. Встановлений в 1981 році[7] при вході до Житомирського музичного фахового коледжу, що є наступником Житомирського музичного технікуму, в якому викладав Косенко В. С.